# Tractorpulling

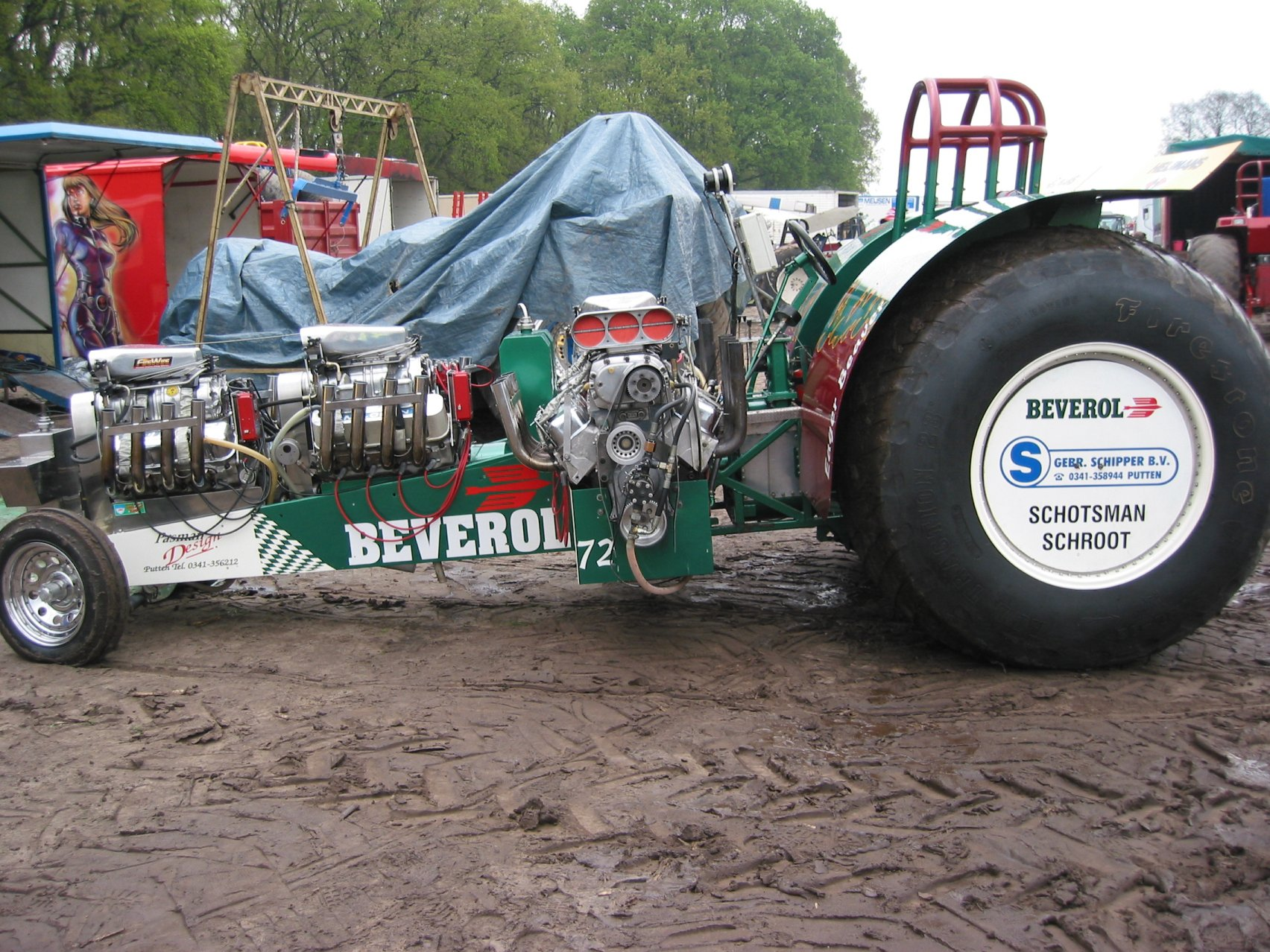
Wettbewerbstraktor mit vier V8-Motoren

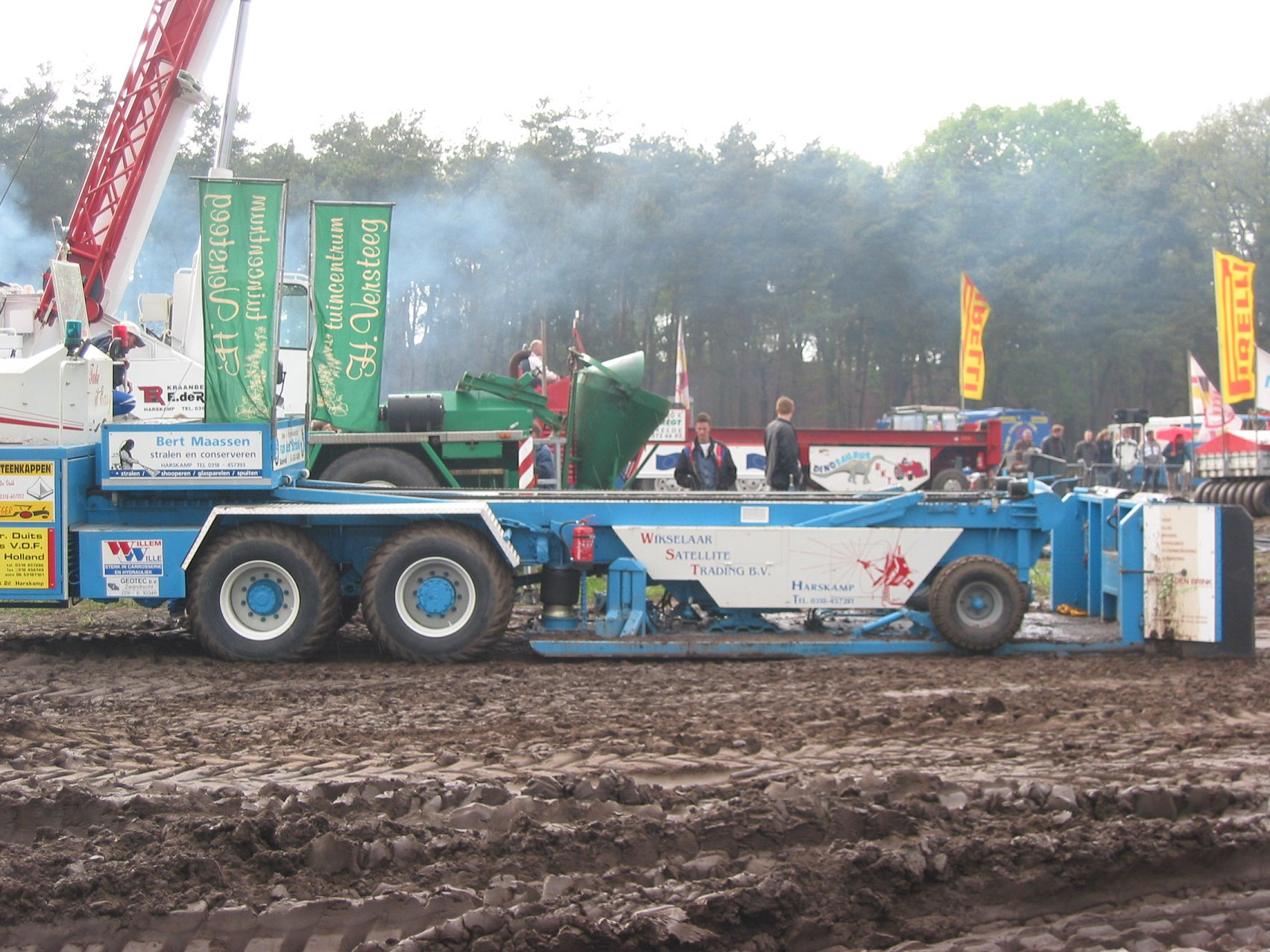
Bremswagen

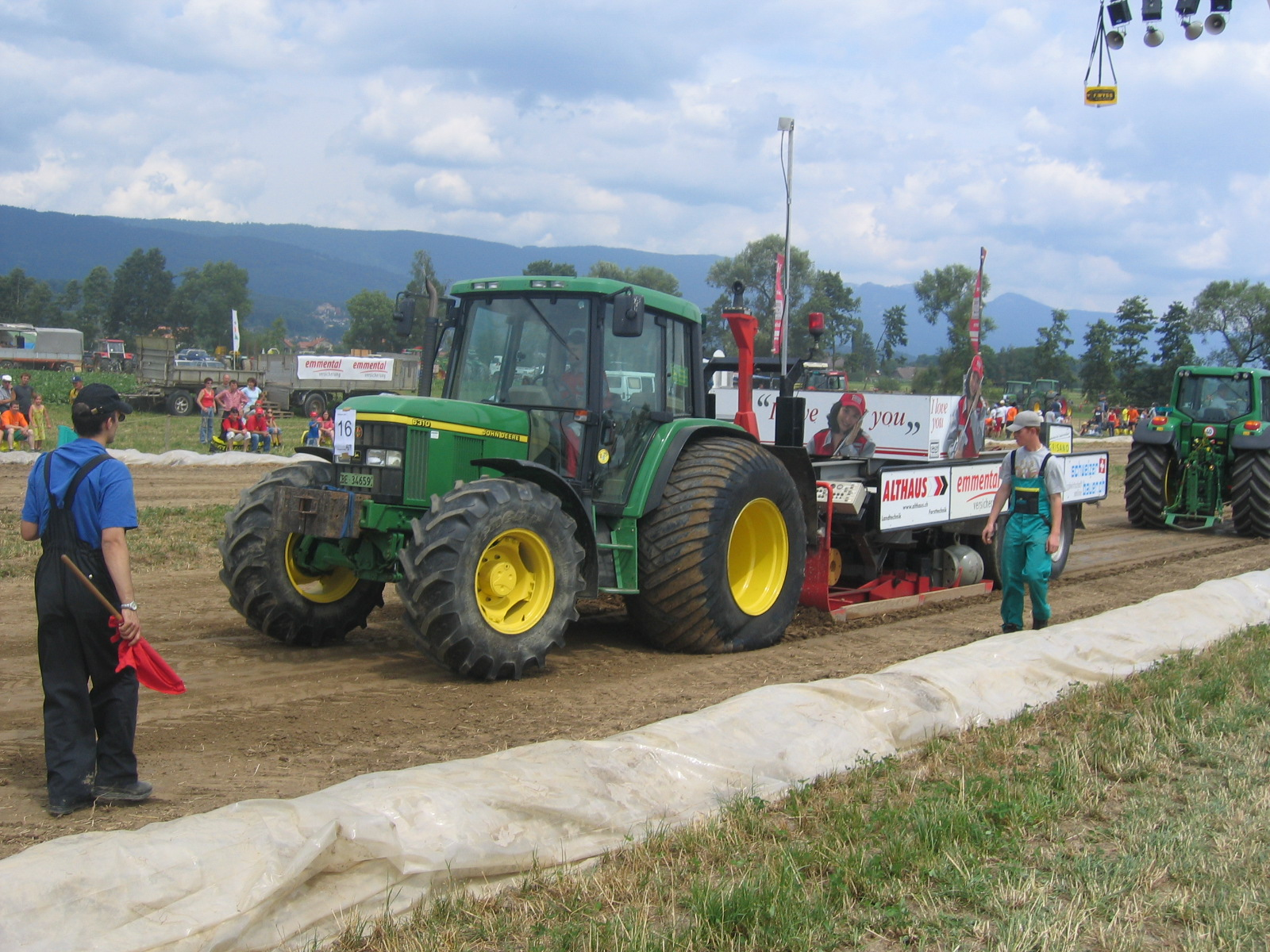
Standard-Traktor der Sechs-Tonnen-Klasse

Tractorpulling (englisch für „Traktorschleppen“, in Nordeuropa auch Trecker Treck, „Trekker Trek“ oder „Tractor Traek“ genannt) ist ein Motorsport, bei dem ein mit Gewichten beladener Wagen (Bremswagen) mit einem Zugfahrzeug (Traktor) möglichst weit geschleppt werden muss. Die Zugfahrzeuge werden dabei in verschiedene Gewichtsklassen eingeteilt.

## Geschichte
Das Tractorpulling entstand in den 1930er Jahren in den USA aus dem auch heute noch betriebenen „Horse Pulling“, welches bis in das 19. Jahrhundert zurückgeht. Nach der erfolgreichen Mechanisierung in der Landwirtschaft wollten die Bauern wissen, wer von ihnen den stärksten Traktor hat.
Sie trafen sich auf den „county fairs“ zum „Tractorpull“. Zu Beginn ließ man immer zwei Traktoren gegeneinander antreten. Die zwei Traktoren wurden mit einer Kette verbunden und mussten nun wie beim Tauziehen gegeneinander antreten. Da dieses System sehr zeitaufwändig war, musste man ein anderes System herausfinden. Es dauerte nicht lange, bis man auf die Idee kam, mit Gewichten beladene Schlitten zu ziehen.
Weil auch diese Methode in der Praxis noch unbefriedigend war, entwickelte man das System des „Step-On Sleds“, bei dem die Zuschauer vom Rand der Bahn auf die vom Traktor gezogene Bremskufe sprangen und somit den Zugwiderstand streckenabhängig erhöhten. Dieses System hatte großen Erfolg und wird auch heute zum Teil auf Oldtimerschleppertreffen noch angewandt.
In den 1960er Jahren wurde der „weight transfer sled“ entwickelt. Hier wird das Gewicht eines Ballastbehälters durch ein Getriebe je nach gefahrener Strecke von einer Radachse immer weiter auf eine Bremskufe verlagert. Damit wird der Bremswiderstand mit der Zugstrecke stetig erhöht.
Mit der Erfindung dieser Bremswagen waren nun auch höhere Geschwindigkeiten möglich, so dass es zu spektakulären Wettkämpfen mit modifizierten Traktoren kam.
Das Tractorpulling verbreitete sich ab den 1970er Jahren sehr schnell. Besonders auf den „County Fairs“, Jahrmärkten in den landwirtschaftlich geprägten Gebieten, entwickelte es sich zu einer gern gesehenen Show. Auch heute bilden die „Fair Pulls“ ein wichtiges Standbein des amerikanischen Tractorpullings.
Schon bald wurden immer größere und stärkere Traktoren eigens für die Tractor Pulls gebaut. Nachdem die Leistung der gängigen V8-Motoren nicht mehr ausreichte, wurden auch Panzer- und Flugzeugmotoren sowie Hubschraubertriebwerke (Wellenturbine) mit hoher Leistung (mehr als 1000 kW), oder Konstruktionen mit mehreren Motoren eingesetzt. Diese Traktoren starten in den Freien Klassen.

### Verbreitung in Europa
1977 fand auf dem niederländischen Flevohof das erste Demonstrations-Tractorpulling anlässlich der 24. Weltmeisterschaft im Pflügen statt.
Einige amerikanische Traktoren wurden samt Bremswagen per Container in die Niederlande gebracht. Das Tractorpulling stahl der eigentlichen Veranstaltung, einem Wettpflügen, die Show. Von da an breitete sich Tractorpulling über ganz Europa aus. Die DTTO e. V. (Deutsche Trecker Treck Organisation) wurde 1980 von der Top Agrar in Deutschland als Organisation gegründet, die für Deutschland seitdem das Sicherheitsreglement für Traktoren und Bremswagen ausarbeitet und die Deutsche Meisterschaft ausrichtet. Zusammen mit anderen nationalen Verbänden ist sie auch Teil des ETPC (European Tractorpulling Committee), des Europäischen Dachverbands des Tractorpulling.
Im Unterschied zu Amerika hat das europäische Tractorpulling eine andere Entwicklung durchgemacht: Gleich von vornherein wurde die Freie Klasse als Hauptpublikumsmagnet gehandelt. Allerdings haben die „Stock“-Klassen, die auf Ackerschleppern aufbauen, in den letzten Jahren erheblich an Popularität zugenommen. So ist die Pro-Stock-Klasse in Europa die momentan populärste Klasse, in der inzwischen sogar Werksteams an den Start gehen.

#### Deutschland
Tractorpulling wird in Deutschland seit den späten 1970er Jahren betrieben. Der erste deutsche und auch europäische „Trecker-Treck“-Wettbewerb fand am 28. Mai 1978 in Anholt statt. 1980 wurde die DTTO e. V. (Deutsche Trecker Treck Organisation e. V.) gegründet, um dem Sport nach amerikanischem Vorbild ein Sicherheitsreglement zu geben, welches in Zusammenarbeit mit dem Europäischen und dem amerikanischen Dachverband ständig weiter entwickelt wird. Die DTTO unterstützt Veranstalter bei der Planung und Durchführung von Tractorpulls technisch, mit Personal und versichert die Fahrer und Zuschauer. Veranstalter sind jedoch nicht gezwungen ihren Tractor Pull zusammen mit der DTTO zu organisieren und können somit auch eigenen Regeln aufstellen. Ohne die DTTO ist es in Deutschland schwierig einen Versicherungsschutz für die teilnehmenden Traktoren zu finden, da deren Haftpflichtversicherung in Deutschland den Betrieb auf Motorsportveranstaltungen ausschließt. Sollte sich ein Unfall ereignen, der durch die Sicherheitsstandards der DTTO verhindert worden wäre, so werden im Normalfall sowohl der Veranstalter als auch der Fahrer eines Unfallfahrzeuges wegen Fahrlässigkeit vom Staat zur Rechenschaft gezogen.
Seit 2020 dürfen Dieseltraktoren in der Deutschen Meisterschaft der DTTO e. V. keine fossilen Brennstoffe mehr verwenden.

#### Schweiz
1986: wurde die Schweizerische Trecker Treck Vereinigung (STTV), die heutige Schweizerische Tractorpulling Vereinigung (STPV) gegründet. Zugleich wurde die erste Veranstaltung im Gründungsjahr in Schafisheim im Kanton Aargau durchgeführt.
2000: Wurde das manuelle Messverfahren durch ein Laser-basiertes ersetzt, da es zu zeitaufwändig und nicht genug präzise war. Ein Lasergerät half, die zurückgelegten Distanzen exakter und rascher zu erfassen. Am Pistenende wurde ein Lasermessgerät aufgestellt und die Bremsplatte mit einem Reflektor ausgerüstet. Dies ermöglichte, sobald der Traktor zum Stoppen gebracht wurde, rasch die Distanz zwischen Bremsplatte und dem Standort des Lasergerätes zu ermitteln.
2001: Wurde ein neuer Bremswagen eingeführt.
Bis 2020 kamen mehrere Austragungsorte wie, Tranchepied, Iselisberg, Dürnten, Zimmerwald, Schwadernau, Knutwil, Etziken, Oltingen und Montet/Cudrefin dazu. Die Powerdays in Knutwil (ca. 30'000 Zuschauer) zählen zu den größten Events in der Schweiz.

#### Österreich
Im Jahre 1983 wurde das erste Tractorpulling in Probstdorf (Niederösterreich) vor über 30.000 Zuschauern von Robert Gill veranstaltet. Dieser wurde in Deutschland und den Niederlanden auf den Sport aufmerksam, als er Exponate für seine Militärfahrzeugsammlung (www.militarymuseum.at) suchte. Infolgedessen baute und importierte er aus den USA eine Vielzahl an Pulling-Schleppern. Unter anderem Blackhawk Special mit 5 Chevy V8 Dragstermotoren, zu dieser Zeit der stärkste Traktor in Europa.

#### Luxemburg
Die Geschichte des Tractorpullings in Luxemburg geht auf das Jahr 1983 zurück. Die Veranstaltung fand in Ettelbrück statt. Später wurde mehrere Jahre das Finale der Europameisterschaft in mehreren Klassen in Bettborn ausgetragen. In der Standardklasse gibt es seit 2006 eine Veranstaltung in Luxemburg. Die luxemburgische Meisterschaft in der Standardklasse wird jährlich in Hoffelt ausgetragen.

## Fahrzeuge

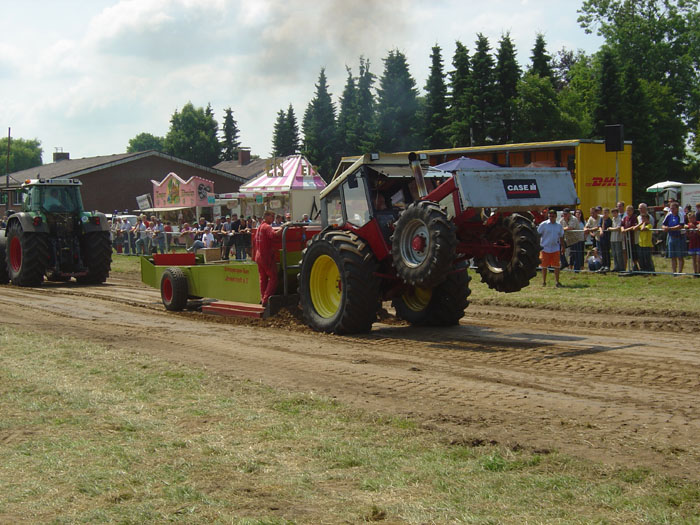
Ein IHC Trecker „steigt“. Hier ist entweder zu wenig Frontgewicht vorhanden oder der Anhängepunkt des Schleppwagens zu hoch gewählt.

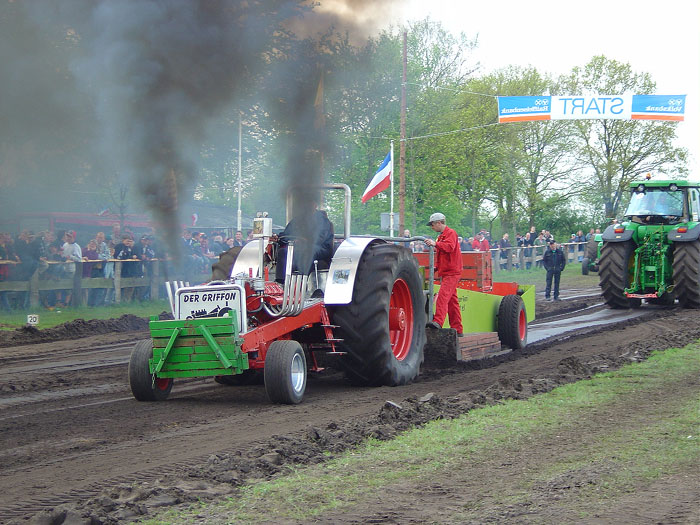
Ein Eigenbau (Freie Klasse) Trecker beim Ziehen.

Es existiert ein umfangreiches Regelwerk mit technischen Vorschriften, wie die Traktoren umgebaut, bzw. gebaut werden müssen, um regelkonform zu sein. Bauvorschriften über die zu verwendenden Materialien und Schutzeinrichtungen für die Zuschauer an den Traktoren zählen zu den wichtigsten Bestandteilen des Reglements. Falls z. B. Schwungscheiben unter zu hoher Drehzahl bersten, könnten herumfliegende Metallsplitter tödliche Verletzungen verursachen. Eine wichtige Maßnahme für die Fahrer ist der Schutz des Traktors gegen Überschläge: Hierzu werden sogenannte Steigbegrenzer an Tragarmen eingesetzt, die den Traktor und seinen Piloten vor einem Überschlag schützen. Auch die Höhe des Einhängepunktes ist vorgeschrieben. Für Serienschlepper beträgt dieser 80 cm, für Wettkampftraktoren 50 cm. Eine Anhängung oberhalb des Achsmittelpunktes ist normalerweise aus Sicherheitsgründen verboten, wird aber auf vielen kleinen, nicht nach Reglement gefahrenen „Trecker Trecks“ oft ignoriert, was oft zu gefährlichen Situationen für die Fahrer führt.
Ein weiteres Ziel beim Ziehen ist es, mit der Vorderachse des Treckers möglichst dicht über dem Boden zu bleiben. Mit dem richtigen Reifendruck und Zusatzgewichten gilt es, den Schlepper vor dem Start den Bahnverhältnissen entsprechend anzupassen. Die „Kunst“ im Tractorpulling ist es, eine Wettkampfbahn im Voraus richtig einzuschätzen und den Traktor richtig abzustimmen.
Grundsätzlich unterscheidet man zwischen verschiedenen Arten von Treckern, die dabei zum Einsatz kommen.
Bauern-Klasse
Serienschlepper mit Straßenzulassung ohne große Veränderungen.
Standard-Klasse (engl. „Farm Stock“)
In der Standard-Klasse fahren Serientraktoren, die geringfügig für den Einsatz im Tractorpulling vorbereitet wurden. In der Deutschen Meisterschaft wird in diesen Klassen mit einem Luftmengenbegrenzer gefahren.
Sport-Klasse (engl. „Hot Farm“)
In der Sport-Klasse dürfen die Motoren der Traktoren getunt werden. Erlaubt sind der Einbau einer größeren Einspritzpumpe, ein größerer Turbolader und ein Ladeluftkühler. Nicht erlaubt sind Wassereinspritzung und, bei Verwendung der originalen Schwungscheibe, eine Drehzahl von mehr als 2700/min. In der Deutschen Meisterschaft wird mit einem 68 mm großen Luftmengenbegrenzer gefahren.
Pro-Stock-Klasse
In der Pro-Stock-Klasse basiert der Traktor auf einem Serienschlepper und darf mit maximal einem Turbolader ausgerüstet werden. Als Treibstoff ist nur Diesel erlaubt.
Super-Stock-Klasse

Ein Super-Stock-Traktor muss das originale Aussehen behalten, aber bis auf den Motorblock und dessen Position im Traktor hat ein Super Stock nichts mit einem Serientraktor gemein.
Freie Klasse (engl. „Modified“)
In der Freien Klasse starten selbstgebaute Prototypen in verschiedenen Gewichtsklassen. Merkmale dieser Fahrzeuge sind der leichte Grundrahmen, auf dem ein bis mehrere Motoren montiert wurden sowie ein Stahlkäfig, in dem sich der Fahrer befindet. Da diese Fahrzeuge mit hoher Geschwindigkeit und Drehzahl fahren, sind die spezial angefertigten Reifen mit einem besonderen Profil versehen, das eine Kraftübertragung mit hohem Schlupf ermöglicht. Durch den hohen Schlupf können die Drehmomente im Antriebsstrang unter Kontrolle gebracht und so hohe Leistungen übertragen werden. Freie-Klasse-Traktoren fahren oftmals mit Methanol, da dieses hohe Ladedrücke bei gleichzeitiger Innenkühlung des Motors ermöglicht. Leistungen von über 5000 kW sind in dieser Klasse keine Seltenheit.
Garden Pulling
Einsteiger-Klasse mit Gartentraktoren (Aufsitzmäher) für Kinder ab 8 Jahren. Es werden vier verschiedene Klassen gefahren:
- 350 kg Standard
- 500 kg Standard
- Freie Klasse 500 kg: Eigenbau-Traktoren mit einem Motorlimit bis 1300 cm³ und vier Zylindern, es sind keine Aufladungen erlaubt; ab 12 Jahren
- „Compact Diesel“ 600 kg: Eigenbau-Traktoren mit einem Motorlimit bis 2,5 l und vier Zylindern. Es darf nur Diesel als Kraftstoff verwendet werden und Aufladungen sind erlaubt. Die Fahrer müssen das 16. Lebensjahr vollendet haben.

Zunehmend finden in Deutschland auch so genannte „Quad-Pullings“ oder „Truck-Pullings“ mit Geländewagen statt. Auch in diesen speziellen Bereichen gibt es Unterteilungen nach Leistung, Gewicht oder Modifikationen. Auch Maishäcksler, Radlader und Planierraupen werden ab und an auf ihre Kraft vor dem Bremswagen überprüft.

## Motoren
In den offenen Klassen kommen, neben sogenannten Big-Block-Motoren amerikanischer Herkunft aus dem Dragster-Sport, auch ausrangierte militärische Antriebe zum Einsatz. Diese stammen aus Panzern, Hubschraubern (Gasturbine) oder aus Propellerflugzeugen, wobei sowohl V12-Motoren als auch Sternmotoren verwendet werden. Weiterhin sehr populär geworden sind großvolumige Dieselmotorblöcke, die mit anderen Zylinderköpfen, Kolben, Pleuelstangen und Kurbelwellen versehen, auf Methanolbetrieb umgebaut und mit zweistufiger Turboaufladung betrieben werden.
Beispiele:
- Chevrolet 427 (V8, „Big Block“)
- Keith Black Hemi V8
- Minor Bros. Hemi V8
- BAE Hemi V8
- DAF 1160
- Iveco V8
- Allison V-1710 (V12-Flugzeugmotor)
- Rover Meteor (V12-Panzermotor)
- Rolls-Royce Griffon (V12-Flugzeugmotor)
- Isotow TW3 (Wellenturbine, Hubschraubertriebwerk)
- Wright R-3350

## Bremswagen
Der Bremswagen (in Holstein auch „Schleppwagen“ oder generell auch Bremsschlitten genannt) sorgt dafür, dass der Zugvorgang, je nach zurückgelegter Distanz, schwieriger wird und der Traktor an seine Grenzen geführt wird.
Der Bremswagen ist länglich in Fahrtrichtung und hat eine Hinterachse mit Rädern und vorne, anstelle einer Vorderachse, eine Gleitkufe.
Durch ein auf dem Bremswagen sich verschiebendes Gewicht, die sogenannte Back (niederl. Kiste), kann der Bremswagen seinen Zugwiderstand ändern. Die Back befindet sich am Start auf der Achse und wird zugstreckenabhängig, angetrieben von den Hinterrädern des Bremswagens, in Richtung Bremskufe bewegt. Dadurch erhöht sich die Reibung zum Boden und der Zugwiderstand des Bremswagens steigt stetig an.
Je nach Gewichtsklasse sind die Gewichte der Back sowie deren Vorschub einstellbar (das Gewicht eines leeren Bremswagen liegt bei etwa 10 bis 12 Tonnen, kann aber mit zusätzlichen Gewichten in der Back auf bis zu 24 Tonnen aufgerüstet werden), sodass sowohl kleine als auch große Traktoren mit demselben Bremswagen fahren können. Zusätzlich gibt es noch die Möglichkeit einen oder mehrere Dorne oder Stahlplatten hydraulisch in das Erdreich zu treiben, wodurch der Zugwiderstand ebenfalls steigt. Moderne Bremswagen verfügen zusätzlich noch über ein sogenanntes „Push-Down“-System, das ab einer vorher eingestellten Distanz über einen Hydraulikzylinder das Heck des Wagens anhebt, so dass alles Gewicht des Wagens auf die Bremskufe drückt. Dieses, bei den Teilnehmern ungeliebte und als „Anker“ benannte, System wird benutzt, um die Teilnehmer einer Klasse möglichst dicht zusammenzubringen und dem Zuschauer einen spannenden Wettkampf zu zeigen. Weiterhin ist der Push Down eine Sicherheitsfunktion, die es dem Bremswagenfahrer erlaubt, den Traktor innerhalb einer kurzen Distanz zu bremsen, sollte der Fahrer einmal die Kontrolle über sein Gefährt verlieren.
Bremswagen, die Wettkampfschlepper bremsen, müssen über umfangreiche Sicherheitseinrichtungen verfügen, unter anderem:
- ein automatisches Überwachungssystem, welches bei Schäden im Antrieb des Bremswagens sofort den ziehenden Traktor abstellt und eine Vollbremsung auslöst
- ein vom Bremswagenfahrer zu bedienendes Not-Aus System, welches über eine Reißleine den ziehenden Traktor sofort abstellen kann
- eine sogenannte „Crashbox“ oder Stoßdämpfer, bzw. eine Kombination von beiden, die einen Aufprall der Back aus voller Geschwindigkeit in den Vorbau des Bremswagens abfangen können, so dass diese unter keinen Umständen in den ziehenden Traktor einschlagen kann
- eine automatisch auslösende Backbremse
- seitliche Steinfänger an der Bremswagenkufe

Weiterhin ist der Betrieb von Rutschkupplungen in Wettkampfbremswagen verboten.

## Die Bahn
Ein Tractorpulling findet auf einer vorzugsweise lehmig-festen, ebenen Bahn von 80 bis 100 Metern Länge statt. Die Bahnen werden oftmals permanent für den Sport in speziellen Stadien angelegt. Permanente Bahnen, bzw. Stadien befinden sich in Deutschland z. B. in
- Hassmoor (Holstein)
- Edewecht (Ammerland)
- Füchtorf (Münsterland)
- Breitenthal (Schwaben) bei Krumbach (Allgäu)
- Schlechtenwegen (Hessen)
- Volkmarst (Niedersachsen)
- Schlagresdorf (Mecklenburg-Vorpommern)
- Berghausen (Wittgensteiner Land)
- Sonsbeck (Niederrhein)
- Anholt (Münsterland)

## Wettkampf
Auf einer 80 bis 100 m langen und 10 m breiten Wettkampfpiste aus einem Lehm-Sandgemisch wird ein sogenannter Bremswagen von den Teilnehmern und ihren Traktoren gezogen. Damit dieses nicht ganz so einfach ist, hat der Bremswagen eine besondere Eigenschaft: Je weiter man ihn zieht, desto schwerer lässt er sich ziehen. Ziel eines jeden Fahrers ist es, den Bremswagen mit seiner Maschine, ohne zu stoppen, über die gesamte Bahn zu ziehen. Wird das Ziel erreicht, so nennt man dies „Full Pull“ (deutsch: „vollständiger Zug“). Erreichen mehrere Teilnehmer einer Klasse einen „Full Pull“, so müssen diese unter erschwerten Bedingungen (mehr Gewicht im Bremswagen) im Stechen noch einmal gegeneinander antreten. Wer in diesem Fall die weiteste Distanz schafft, hat gewonnen.

### Klassen

#### Europameisterschaft
In der Europameisterschaft werden acht Kategorien ausgetragen:
- Gardenpuller (Garten-Traktoren)
- Minipuller (Mini-Traktoren bis 950 kg Eigengewicht)
- Pro Stock (Frisierte Standard-Traktoren mit einem Turbo)
- Super Stock (Eigenbau-Traktoren mit Haube und original landwirtschaftlichem Motorblock)
- Modified (Prototypen)
- Two wheel drive truck (ähnlich den Funny Cars im Dragster-Sport)
- Truck (Lkw)

#### Deutschland
Die Deutsche Meisterschaft wird von der DTTO e. V. in folgenden Klassen ausgefahren:
Garden Pulling:
- Standard bis 350 kg
- Standard bis 500 kg
- Freie Klasse („Modified“) bis 500 und 600 kg
- Kompakt Diesel bis 600 kg

Farm Pulling Serie:
- Hobby-Sport-Klasse bis 3500, 4500, 6000 und 8000 kg
- Sport-Klasse bis 3500, 4500, 5500 und 6500 kg
- Super-Sport Klasse bis 3600 kg

Die Einteilung der Bauernklassen in der Farm Pulling Serie ist dem Veranstalter überlassen und es wird keine DM gefahren.
Tractorpulling:
- Freie Klasse bis 950, 2500, 3500 und 4500 kg (bis 2011 auch 5400 kg)
- Limited Freie Klasse 3500 kg
- Pro-Stock-Klasse bis 3500 kg
- Super-Stock-Klasse bis 3500 kg
- Light Superstock bis 3500 kg mit einem Turbolader
- Mini-Puller-Klasse bis 950 kg

Gewogen werden die Trecker jeweils vor dem Pull inkl. Fahrer und Kraftstoff.

#### Schweiz
In der Schweiz gibt es die Standard- und die Sport-Klassen. Seit 2006 wird die Schweizer Meisterschaft auch in den Sportklassen ausgetragen.
- Standard-Klassen: 3, 4, 5, 6 und 8 Tonnen-Klasse + jeweils 100 kg Toleranz für den Fahrer
- Farmstock: 6,5 Tonnen inkl. Fahrer
- Sportklassen: 2,5, 3,5 und 4,5-Tonnen-Klasse
- Supersport:
  - 3,5-Tonnen-Klasse, max. sechs Zylinder mit einem Turbolader und max. 7,0 Liter Hubraum
  - 4,5-Tonnen-Klasse, max. acht Zylinder mit einer Ladestufe und max. 9,0 Liter Hubraum
  - 5,5-Tonnen-Klasse, max. acht Zylinder mit einer Ladestufe und max. 11,0 Liter Hubraum

## Ähnliche Rennen
- Mähdrescher-Rennen